# 王弈 (新合生物)
王弈（？—），女，新合生物创始人，博士毕业于卡内基·梅隆大学，曾任哈佛大学医学院博士后研究员、丹娜法伯癌症研究院副研究员。
2017年，创立新合生物，并担任首席执行官。